# Beiarn
Beiarn este o comună din provincia Nordland, Norvegia.